# Feijó (Almada)
Feijó ist ein Stadtteil und eine ehemalige Gemeinde der portugiesischen Stadt Almada.

## Geschichte
Die Ortschaft wurde erstmals im 16. Jahrhundert dokumentiert. Eine eigenständige Verwaltungsgemeinde wurde Feijó 1993.
Mit der Gebietsreform 2013 wurde die Gemeinde Feijó aufgelöst und mit der Gemeinde Laranjeiro zusammengeschlossen.

## Verwaltung
Feijó war eine Gemeinde (Freguesia) im Kreis (Concelho) von Almada, im Distrikt Setúbal. Die Gemeinde hatte 18.482 Einwohner und eine Fläche von 4,20 km² (Stand vom 30. Juni 2011).
Die Gemeinde Feijó bestand nur aus dem gleichnamigen Ortsteil.
Im Zuge der Administrative Neuordnung vom 29. September 2013 wurde Feijó mit Laranjeiro zur neuen Gemeinde União das Freguesias de Laranjeiro e Feijó zusammengeschlossen.